# Iujiulu Heduoã
Iujiulu Heduoã (em chinês: 郁久閭曷多汗; romaniz.: Yùjiǔlǘ Héduōhàn) foi um chefe tribal dos rouranos, filho de Iungueti. Em 391, o imperador Daou (r. 386–409) do Império Uei do Norte derrotou seu pai, e como consequência, Heduoã, seu irmão Xelum e seu pai foram reassentados no interior dos domínios de Daowu. Em 394, Xelum matou o seu tio Piouba, provocando a reação do imperador. Xelum e Heduoã fugiram com os rouranos para oeste, mas foram perseguidos pelo general Zhangsun Fei até o monte Bana, onde Heduoã foi decapitado. Todos os rouranos ficaram sob controle de Xelum desde então.